# Terremoto de Aceh de 2013

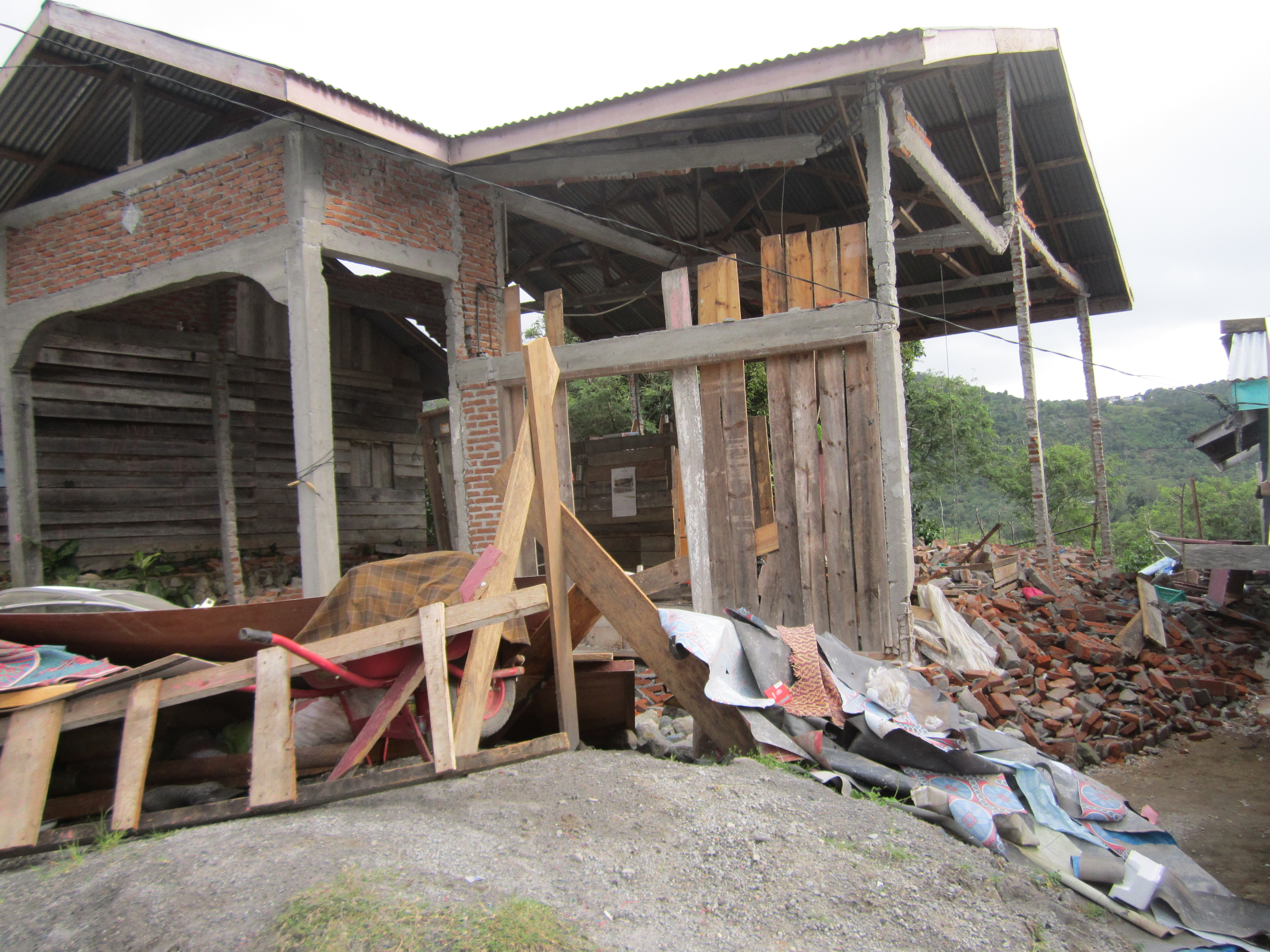
Vivienda destruida por el terremoto.

El terremoto de Aceh de 2013 fue un terremoto registrado el día martes 2 de julio de 2013, que se produjo en la Provincia de norteña de Aceh, ubicado en la isla de Sumatra, Indonesia. El movimiento telúrico fue monitoreado por el Servicio Sismológico de los Estados Unidos, al igual que el Centro Sismológico Europeo. El terremoto produjo daños considerables, derrumbamientos de edificios, 35 muertos y un tsunami local.

## Epicentro
El epicentro de este terremoto se produjo a 58 km al sur de Bireum, a1 65 km al sureste de Banda Aceh y a 70 km al sur de Reuleuet y Lhokseumawe. El sismo se produjo a las 07:37 UTC, con una magnitud en la escala de Richter de 6.1 grados, a una profundidad de unos 10 km. El terremoto ocurrió en la falla de Sumatra, en segmento denominado como Celala. La energía liberada por este terremoto fue el equivalente a 21180 toneladas de TNT, que es igual a 1,1 bombas atómicas. 
El reporte preliminar del sismo indicaba que las localidades como Penang, Kedah, Perak, Selangor y Melaka, habían sentido el temblor, generándose pánico en la ciudad de Perak, con la evacuación masiva de personas de los edificios, por el temor de producirse un movimiento telúrico de mayor fuerza. Inclusive el terremoto se sintió tan distante como hasta la localidad de Bayan Lepas, a unos 413 km al este del epicentro. 
Posterior al primer sismo, ocurrieron varias réplicas como la de magnitud 4,3 grados en la escala de Richter registrándose a las 07:59 UTC, otro de 5,5 grados a las 13:55, y uno de 5,3 grados a las 15:36 UTC. Las réplicas se sucedieron cerca del epicentro del primer terremoto.